# Филизур
Филизур (нем. Filisur) — деревня и бывшая коммуна в Швейцарии, в кантоне Граубюнден. 
До 2017 года имела статус отдельной коммуны. 1 января 2018 года объединена с коммуной Бергюн в новую коммуну Бергюн-Филизур.
Входит в состав региона Альбула (до 2015 года входила в округ Альбула).
Официальный код — 3522.

## География
Площадь коммуны составляет 44,49 км². 18,1 % территории занимают сельскохозяйственные угодья; 46,6 % — леса; 1,6 % — населённые пункты и дороги и оставшиеся 33,7 % никак не используются (горы, ледники, реки).

## Население
По данным на 31 декабря 2012 года население коммуны составляет 461 человек. По данным на 2000 год гендерный состав населения был следующим: 49,5 % — мужчины и 50,5 % — женщины. Распределение населения по возрастным группам было следующим: 12,4 % — младше 9 лет; 7,7 % — от 10 до 14 лет; 4,9 % — от 15 до 19 лет; 12,9 % — от 20 до 29 лет; 12,2 % — от 30 до 39 лет; 14,4 % — от 40 до 49 лет; 15,5 % — от 50 до 59 лет; 8,4 % — от 60 до 69 лет; 6,7 % — от 70 до 79 лет; 3,6 % — от 80 до 89 лет и 1,3 % — старше 90 лет.
Динамика численности населения коммуны по годам:
| 1900 | 1910 | 1950 | 1960 | 1970 | 1980 | 1990 | 2000 |
| ---- | ---- | ---- | ---- | ---- | ---- | ---- | ---- |
| 644  | 333  | 375  | 318  | 325  | 410  | 413  | 333  |

## Языки
По данным переписи 2000 года 84,55 % населения назвали своим родным языком немецкий; 6,65 % — итальянский и 3,00 % — романшский.

## Галерея

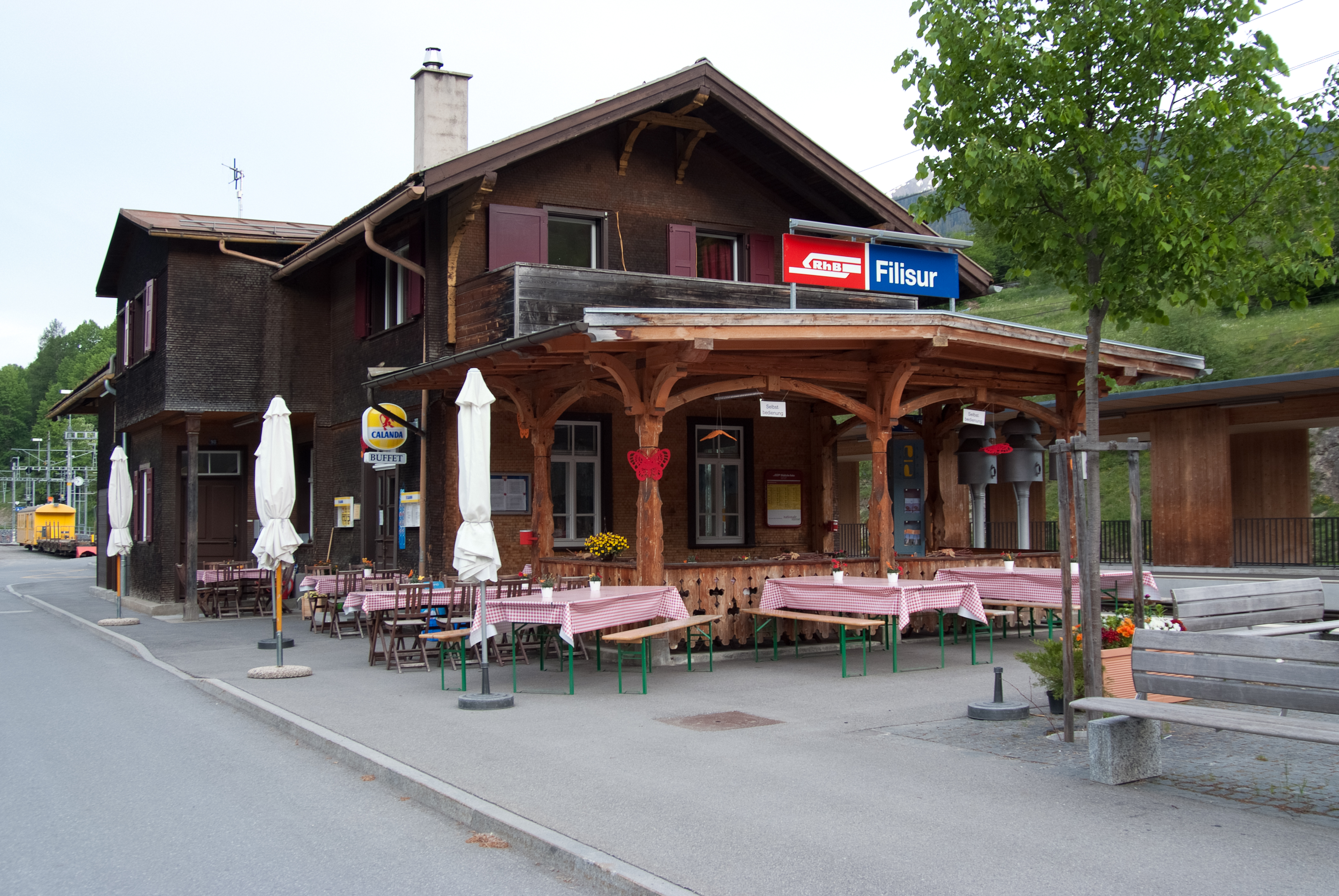
Железнодорожная станция
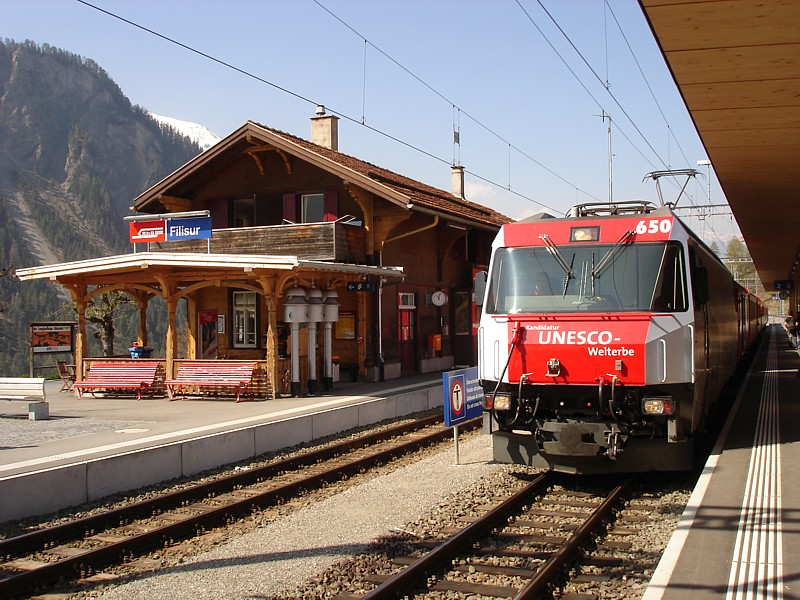
Железнодорожная станция
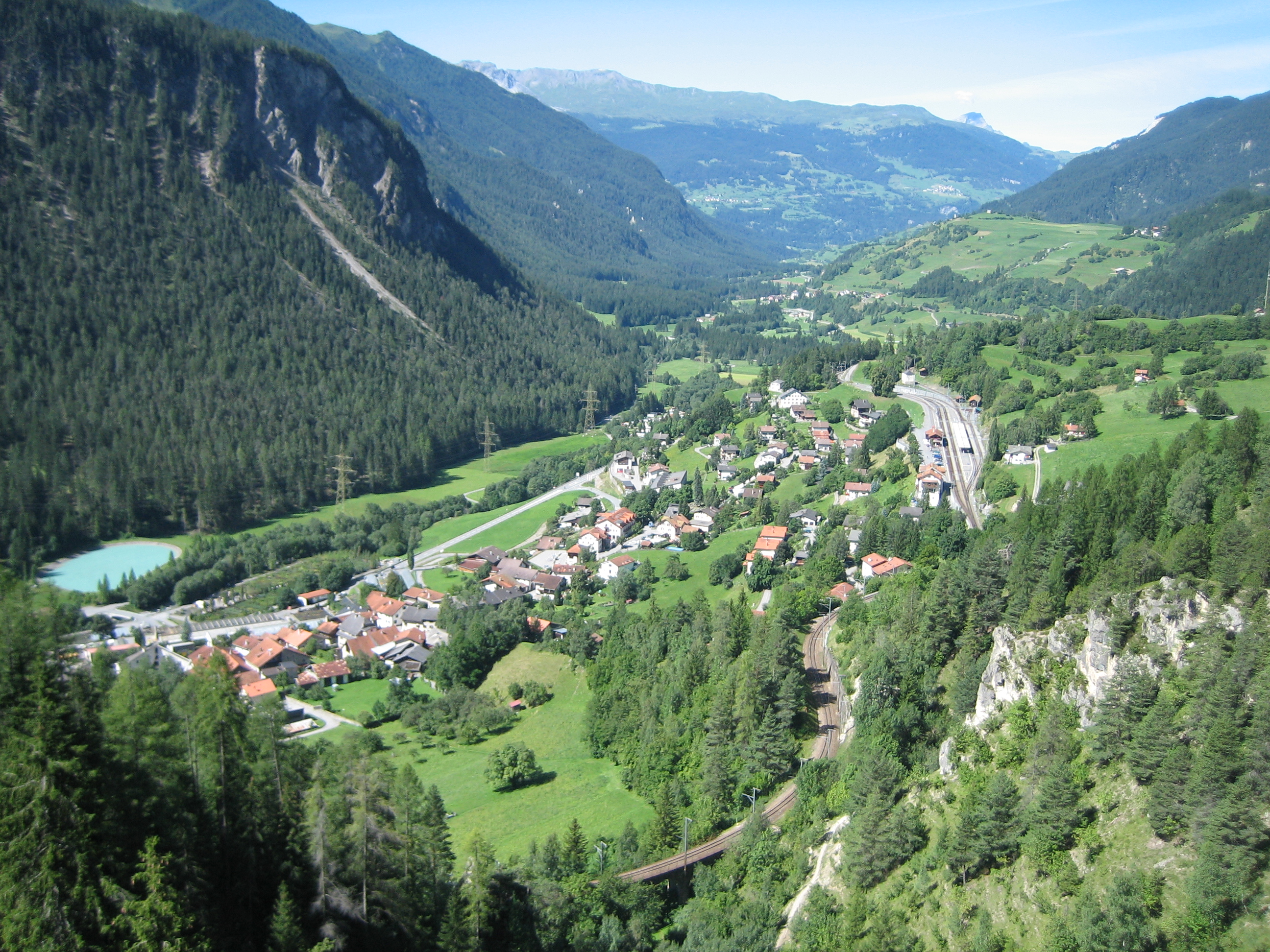
Вид на Филизур